# Juntoku Tennō
Juntoku Tennō (順徳天皇?) (22 de octubre de 1197-7 de octubre de 1242) fue el 84.º emperador de Japón, según el orden tradicional de sucesión. Reinó entre los años 1210 y 1221. Antes de ser ascendido al Trono de Crisantemo, su nombre personal (imina) era Príncipe Imperial Morinari (守成親王 Morinari-shinnō?).

## Genealogía
Fue el tercer hijo de Go-Toba Tennō. Su madre fue Shigeko (重子), hija de Fujiawara Hanki.
- Emperatriz (Chūgū): Kujō (Fujiwara) ¿? (九条（藤原）立子)

- Segunda hija: Princesa Imperial Taiko (諦子内親王)
- Cuarto hijo: Príncipe Imperial Kanenari (懐成親王, futuro Emperador Chūkyō)

- Dama de honor: hija de Fujiwara Norimitsu

- Sexto hijo: Príncipe Imperial Zentō (善統親王)
- Séptimo hijo: Príncipe Hikonari (彦成王)

- Consorte: hija de Fujiwara Sayaki

- Quinto hijo: Príncipe Tadanari (忠成王)

## Biografía

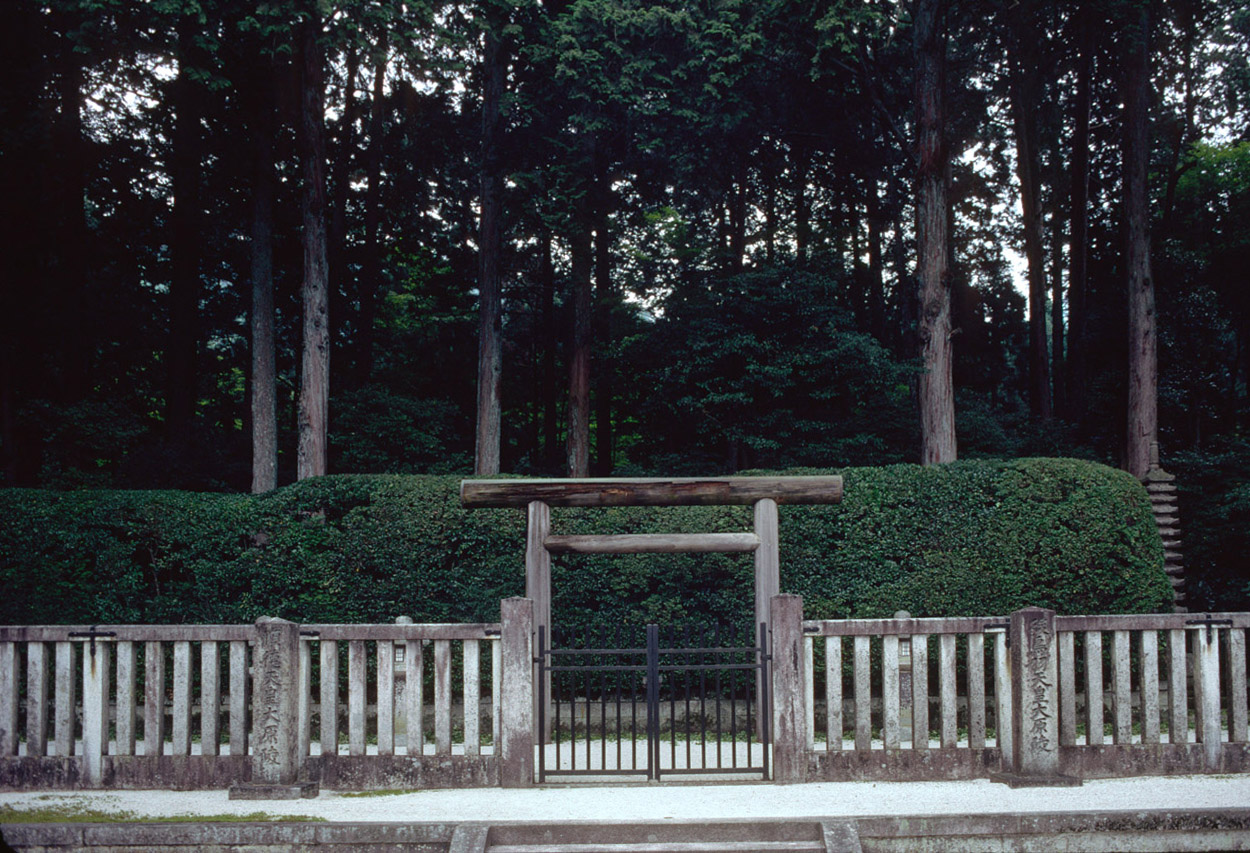
Tumba del Emperador Juntoku y del Emperador Go-Toba, en Kioto.

El Príncipe Imperial Morinari se convirtió en príncipe heredero en 1200. En 1210 asumió el trono como el emperador Juntoku, tras la constante presión de su padre, el emperador Go-Toba para que abdicara su hermano mayor, el Emperador Tsuchimikado. Durante el reinado del Emperador Juntoku, su padre asumió el poder efectivo como emperador enclaustrado. 
En 1221, fue forzado a abdicar debido a su participación en la Guerra Jōkyū; un incidente fallido en la que el emperador Go-Toba buscaba derrocar al shogunato Kamakura y proclamar la restauración imperial. El Emperador Juntoku fue enviado al exilio a la isla de Sado, lugar donde estuvo hasta su muerte en 1242.
El emperador fue conocido póstumamente como Sado-no In (佐渡院?), debido a sus últimos años en el exilio en Sado. Fue enterrado en el mausoleo Mano Goryo, al oeste de la isla. La Tumba Imperial oficial del emperador Juntoku está en Kioto.
Fue discípulo de Fujiwara no Sadaie, quien le enseñó poesía. Uno de los poemas del emperador fue incluido en la antología poética, Ogura Hyakunin Isshu.

## Kugyō
- Kanpaku: Konoe Iezane (?-1242)[6]
- Daijō Daijin:
- Sadaijin:
- Udaijin:
- Nadaijin:
- Dainagon:

## Eras
- Jōgen (1207-1211)
- Kenryaku (1211-1213)
- Kenpō (1213-1219)
- Jōkyū (1219-1222)